# Pompeja (żona Cezara)

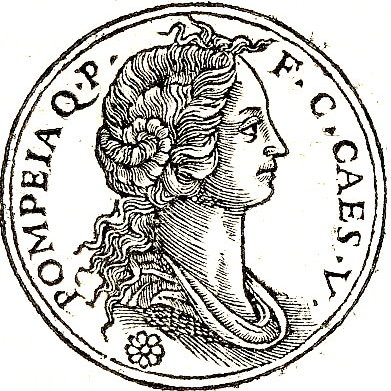
Pompeja – portret fikcyjny z dzieła XVI-wiecznego humanisty francuskiego

Pompeja, Pompeia Sulla (I w. p.n.e.) – rzymska arystokratka, druga żona Gajusza Juliusza Cezara w latach 67–61 p.n.e.
Rozwiedziona z nim po skandalu wywołanym wkradnięciem się Publiusza Klaudiusza Pulchera na obchody święta ku czci bogini Bona Dea, zastrzeżone wyłącznie dla kobiet, przypuszczalnie w celu schadzki z Pompeją.

## Życiorys

### Pochodzenie
Była córką Kwintusa Pompejusza Rufusa, konsula 88 roku, i jego żony, Mucji. Jej dziadkiem macierzystym był Lucjusz Korneliusz Sulla, przywódca optymatów i dyktator w latach 82–79.

### Małżeństwo z Cezarem
Żoną Gajusza Juliusza Cezara została w 67 roku, wkrótce po jego powrocie do Rzymu z prowincji Hiszpanii Dalszej, gdzie przebywał piastując urząd kwestora. Miało to miejsce około roku po śmierci jego pierwszej małżonki, Kornelii. Przyjmuje się, że Pompeja była od niego dużo młodsza.
W poszukiwaniu politycznych przyczyn tego małżeństwa badacze na ogół wymieniają dążenia Cezara do pozyskania stronników. Widziano w tym element podwójnej gry polityka, który jedynie dla zdobycia przychylności ludu głosił hasła popularów, a jednocześnie starał się umocnić swoją pozycję wśród arystokratycznej elity. Traktowano je także jako sygnał wysłany optymatom, że mimo podkreślania swoich związków z Mariuszem i Cynną, nie jest on zdeklarowanym wrogiem krewnych Sulli. Głównym motywem przyświecającym Cezarowi miało być spowinowacenie z ówcześnie najbardziej znanym rzymskim politykiem, Gnejuszem Pompejuszem Wielkim. Dopatrywano się w tym małżeństwie także elementu zacieśniania szerokiej koalicji, grupującej niezadowolonych z dominacji optymatów – ekwitów, popularów oraz Pompejusza, urażonego sposobem potraktowania go przez senat, mimo odniesionych sukcesów wojennych.
Te polityczne przyczyny zawarcia związku nie są jednak pewne ze względu na fakt, iż wiedza o rodzinnych koligacjach Pompei jest ograniczona. Wywodziła się ona z innej linii rodu niż Pompejusz, była jego daleką krewną. Co więcej, jej rodzina nie utrzymywała zbyt dobrych relacji z gałęzią słynnego wodza. Wydaje się, że małżeństwo nie przybliżyło Cezara do Pompejusza, trudno też jednoznacznie wskazać, czym kierował się, zawierając je, w kontekście swoich planów politycznych.
Pompeja i Cezar nie mieli dzieci, a ich związek bywa określany jako mniej udany niż ten, który Cezar tworzył z Kornelią. Jako domniemane przyczyny takiej sytuacji wymienia się mniejszą atrakcyjność dla Pompei dużo starszego męża, zaniedbywanie jej przez Cezara ze względu na liczne romanse (przede wszystkim z Serwilią) lub też dominację teściowej, Aurelii. Przyjmuje się, że z tych powodów Pompeja romansowała z innymi mężczyznami, jakkolwiek nie jest to pewne, bo przed skandalem, który ostatecznie zakończył się rozwodem, cieszyła się opinią szanowanej matrony.

### Skandal na obchodach ku czci Bona Dea

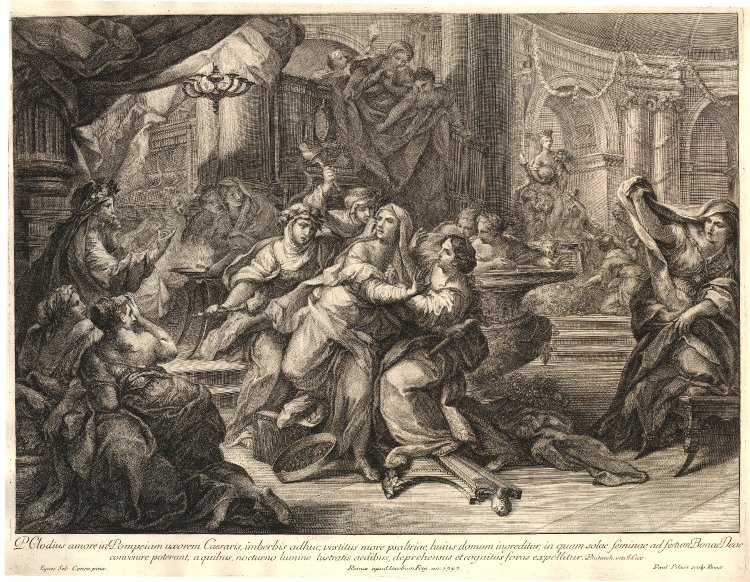
Ujawnienie tożsamości Kladiusza podczas ceremonii w domu Cezara (XVIII-wieczna rycina)

Początek tego głośnego wydarzenia był związany z obchodami święta bogini Bona Dea w grudniu 62 roku. Główne ceremonie ku jej czci odbywały się w domu Cezara, z racji piastowania przez niego godności najwyższego kapłana. Mogły w nich uczestniczyć jedynie kobiety, a przewodniczyć im miały Pompeja oraz Aurelia. Wedle informacji z korespondencji Cycerona z Attykiem, a przede wszystkim z późniejszej relacji Plutarcha w Żywotach równoległych, żona Cezara postanowiła wykorzystać tę wymuszoną nieobecność męża w domu, by spotkać się z Publiuszem Kladiuszem Pulcherem, swoim kochankiem. Ich romans miał już trwać od dłuższego czasu lub też być dopiero na początkowym etapie. Wybór dnia święta na schadzkę miał wynikać z trudności zorganizowania jej w dni powszednie, gdy Aurelia stale towarzyszyła Pompei, kiedy opuszczała ona dom, i pilnowała jej w ten sposób.
Pulcher, przebrany za harfistkę (obrzędom towarzyszyła muzyka), został nocą wprowadzony do domu przez niewolnicę Pompei, Habrę, której zapłacono za pomoc. Miał czekać w jednym z pokoi na przyjście pani domu, lecz gdy to szybko nie nastąpiło, zabrakło mu cierpliwości. Zaczął chodzić po całym domu i ogrodzie. Natknął się na jedną z niewolnic Aurelii, która biorąc go za harfistkę, nalegała na wzięcie udziału w odbywających się ceremoniach. W trakcie rozmowy został zdemaskowany po głosie przez kobietę, która powiadomiła swą panią. Aurelia przerwała obrzędy, a w domu rozpoczęto poszukiwania mężczyzny, który gdzieś się ukrył. Według jednej z wersji Pulcher, korzystając z zamieszania, zdołał uciec przez okno, wedle innej został znaleziony w pokoju Habry, a następnie przepędzony z domu Cezara. Wiadomość o tym występku rozgłosiły uczestniczki ceremonii, poinformowane o wszystkim przez Aurelię.

### Rozwód
Ze względu na zbezczeszczenie obrzędów święta sprawa odbiła się szerokim echem. Dodatkowy rozgłos całej sprawie mogli nadać optymaci, dążący do osłabienia pozycji Cezara; przypuszczalnie mógł być to element szerszej intrygi mającej go skompromitować. Być może chciał on ją zatuszować, celowo zachowując spokój czy wręcz obojętność, lecz szybko okazało się to niemożliwe, bowiem kolegium pontyfików uznało czyn Pulchera za świętokradztwo i wytoczono mu proces przed specjalnym sądem. W tej sytuacji, zgodnie z informacjami zawartymi w jednym z listów Cycerona do Attyka, Cezar na początku stycznia 61 roku rozwiódł się z Pompeją. Powodu nie podano publicznie, aczkolwiek poprzedzający skandal był powszechnie znany. W tym kroku badacze dopatrywali się chęci ratowania własnej reputacji lub reakcji na odnowienie konfliktu między optymatami a popularami czy też wykorzystania nadarzającego się pretekstu, z myślą o zawarciu nowego małżeństwa, przynoszącego większe korzyści polityczne.

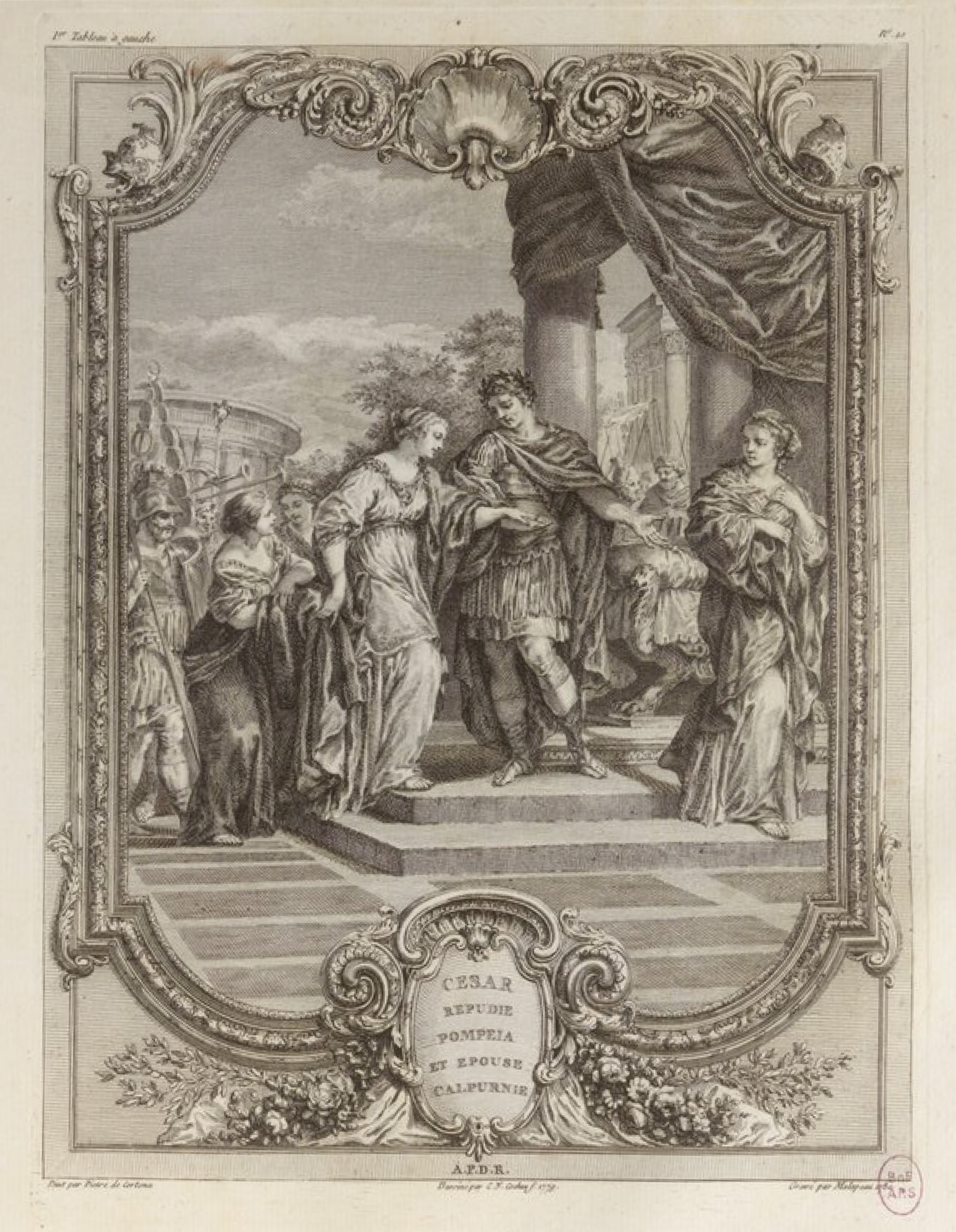
Cezar symbolicznie oddalający Pompeję a zaślubiający Kalpurnię (rycina alegoryczna z XVIII w.)

Występek Pulchera, określany jako największy skandal religijno-obyczajowy czasów schyłku republiki rzymskiej, i rola w nim Pompei budzą w historiografii pewne kontrowersje co do swej autentyczności, jak i szczegółów przebiegu, choć za najbardziej prawdopodobną hipotezę wyjaśniającą całe zajście uchodzi ich pragnienie intymnego spotkania. Najbliższym czasowo źródłem są pisma Cycerona, lecz występują w nich sprzeczności. W swojej mowie De haruspicum responso z 56 roku podał, że oboje przyłapano podczas stosunku seksualnego, lecz nie wspominał o tym w swojej korespondencji, pisanej tuż po skandalu, było to więc raczej oszczerstwo wymierzone w Pulchera. O przyłapaniu Pompei bezpośrednio na zdradzie nie wspominają także inne źródła.
Niekiedy uznawano za prawdopodobne, że incydent w święto bogini Bona Dea był formą figla, bo powody jego zachowania nie są w pełni jasne. Wysunięto także przypuszczenie, że zarówno Pulcher, jak i Pompeja mieli bardziej swobodne podejście do ceremonii religijnych i zakaz udziału mężczyzn w tym święcie nie był dla nich oczywisty, co jednak wydaje się mało prawdopodobne.
Możliwe, że przekonanie o romansie lub próbie jego nawiązania w czas święta było dziełem opinii publicznej, która zachowanie Pulchera połączyła z żoną Cezara, a rozwód, bez podania przyczyny, tylko wzmocnił ten pogląd, który następnie wzbogacano o różne szczegóły, jak w mowie Cycerona.
Mimo skandalu Cezar nie zerwał swoich kontaktów z Pulcherem. W trakcie jego procesu, wezwany na świadka, nie złożył obciążających go zeznań i stwierdził, że nic nie wiedział o jakiś zdradach Pompei. Na pytanie, dlaczego więc rozwiódł się z nią, udzielił, zgodnie z relacją Plutarcha, słynnej odpowiedzi: „Bo uważam, że moja żona musi być wolna nawet od cienia podejrzeń”.
Określenie „żona Cezara” stało się z czasem mianem kobiety cieszącej się bardzo dobrą opinią, zaś zwrot „być jak żona Cezara” zaczął oznaczać osobę, najczęściej publiczną, która co do swej uczciwości powinna być poza wszelkimi podejrzeniami.